# Parampheres ronae
Parampheres ronae is een hooiwagen uit de familie Gonyleptidae.